# Asif Ali Zardari
Asif Ali Zardari (urdu:  آصف علی زرداری, sindhi: آصف علي زرداري), född 26 juli 1955 i Karachi, är en pakistansk politiker. Han var Pakistans president 2008–2013 och på nytt sedan 2024.  

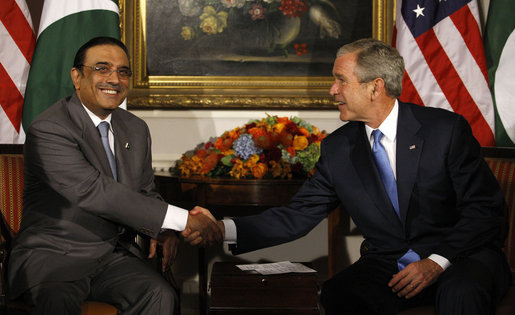
Asif Ali Zardari tillsammans med USA:s president George W. Bush den 23 september 2008.

Han har suttit i fängelse i totalt 11 år, anklagad för mord och korruption. 

## Biografi
Zardari har studerat vid University of Sialkot och avlagt examen i jordbruksutveckling.  Han är änkling efter den tidigare premiärministern Benazir Bhutto, som han gifte sig med 18 december 1987. De fick tre barn: Bilawal, Bakhtwar och Aseefa. Han var miljöminister under makans andra regeringstid. Efter Benazir Bhuttos död blev han vice ordförande för Pakistans folkparti.
I mars 1997 valdes Zardari till senaten trots att han satt i fängelset i Karachi. I december samma år flögs han till Islamabad under stor säkerhetsbevakning för att sväras in som senator.
I januari 1998 lät The New York Times publicera en rapport över Zardaris storskaliga korruption och missbruk av offentliga finanser. I ett separat fall 1998 dömdes Zardari och 18 andra för stämpling till mord på Murtaza Bhutto.
År 1999 var Zardaris finansiella historik ämne för en fallstudie i en amerikansk senatsrapport om sårbarheter i bankväsendet. I juli samma år dömdes han för korruption i Pakistan efter att Schweiz regering lämnat över dokument till pakistanska myndigheter gällande penningtvätt. Samma år blev han inlagd på sjukhus efter ett påstått självmordsförsök. Själv menade Zardari att han utsatts för ett mordförsök av polisen.
Han var  Pakistans president 2008–2013. Asif Ali Zardari återinsatte år 2009 efter påtryckningar den tidigare sparkade Iftikhar Chaudhry som chef för Pakistans högsta domstol.